# Giovanni di Pietro Faloppi
Giovanni di Pietro Faloppi (Falloppi), auch bekannt als Giovanni da Modena (1379 ? in Modena – 1456 ?), war ein italienischer Maler, der von 1409 bis 1451 in Bologna tätig war.

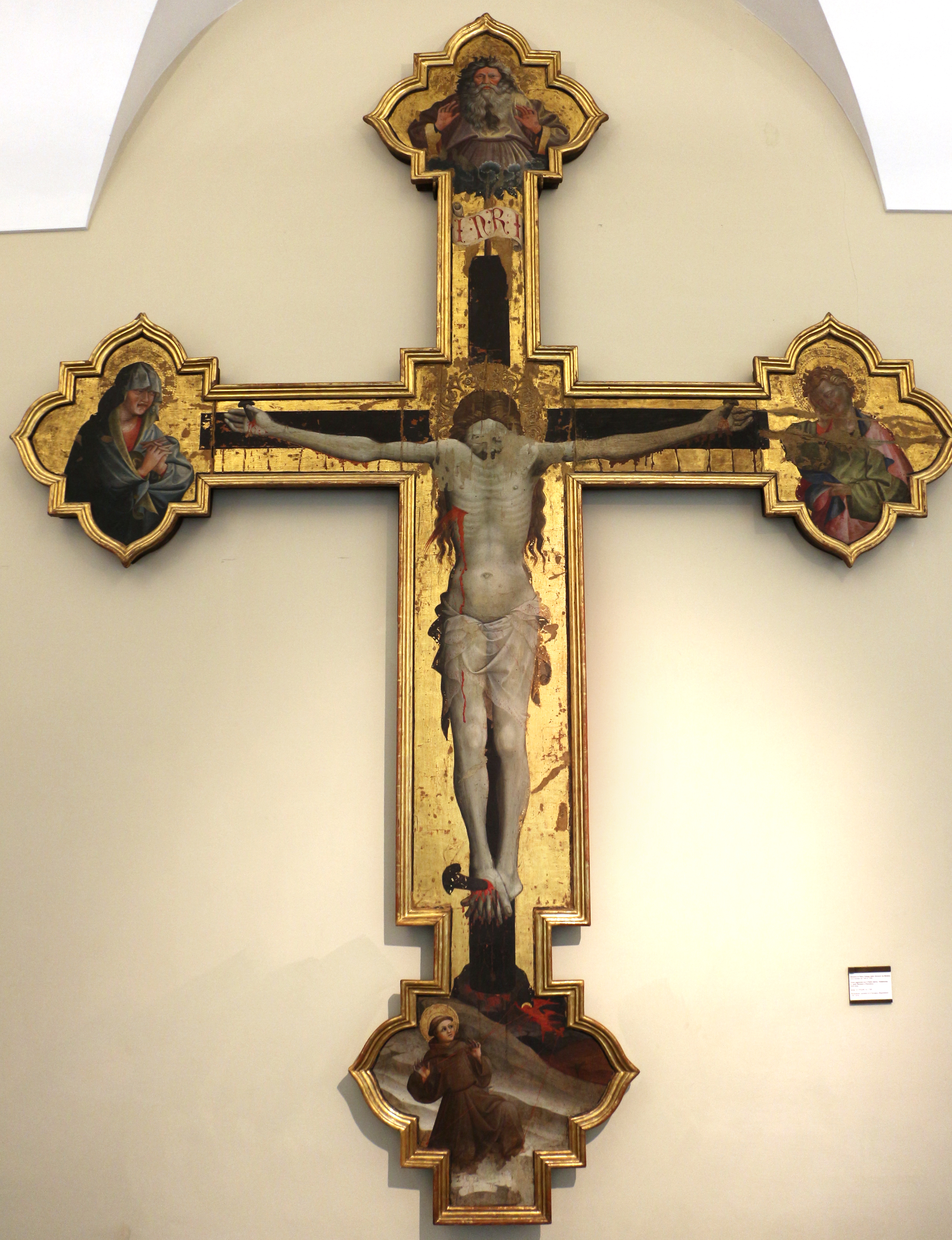
Giovanni da Modena, Kruzifix, ca. 1415, Pinacoteca Nazionale di Bologna, Herkunft: Basilica di San Francesco, Bologna

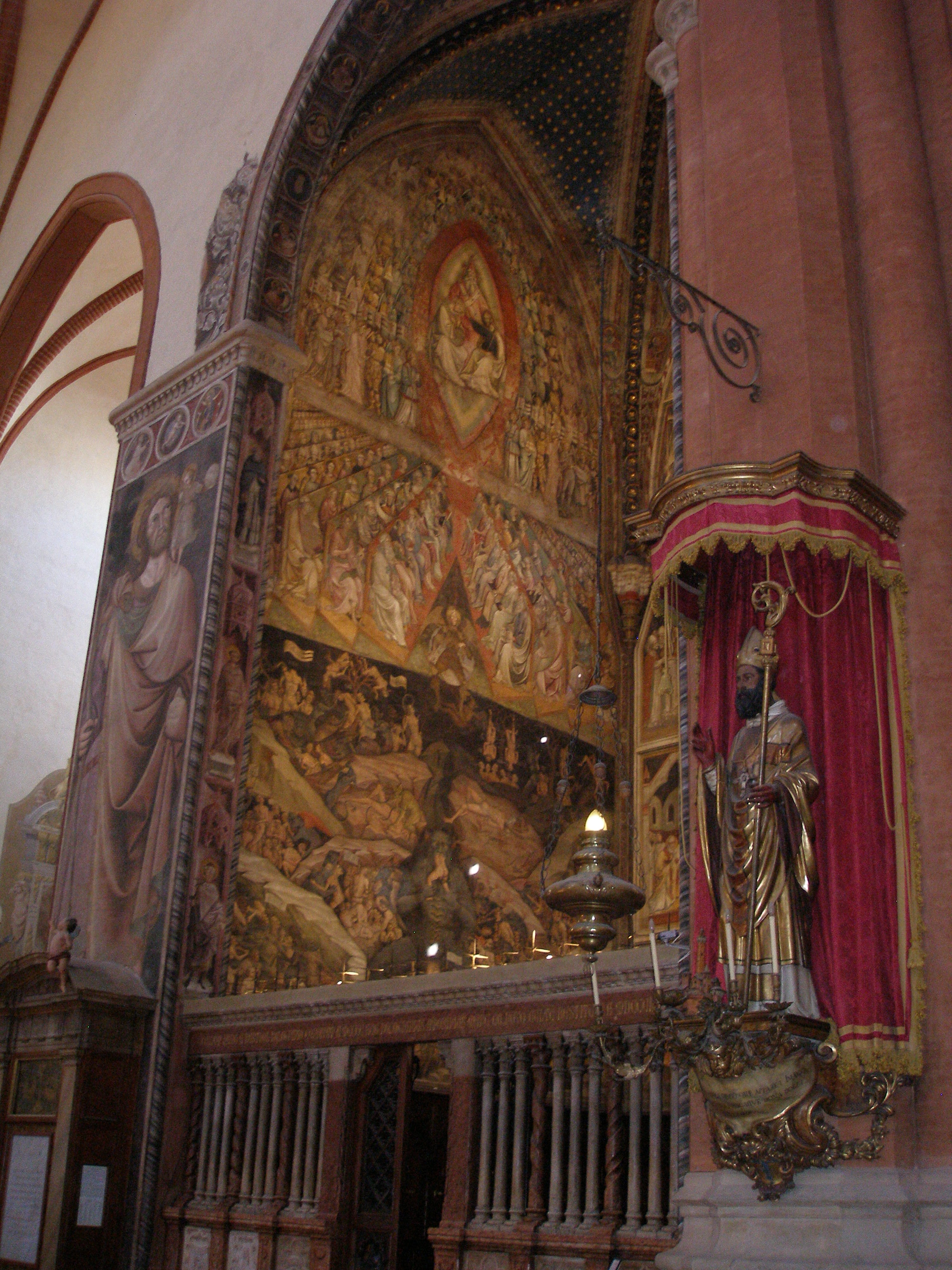
Bolognini-Kapelle, Basilika San Petronio, Bologna: Marmorbalustrade und Fresko des Jüngsten Gerichts (v. 1412) von Giovanni da Modena

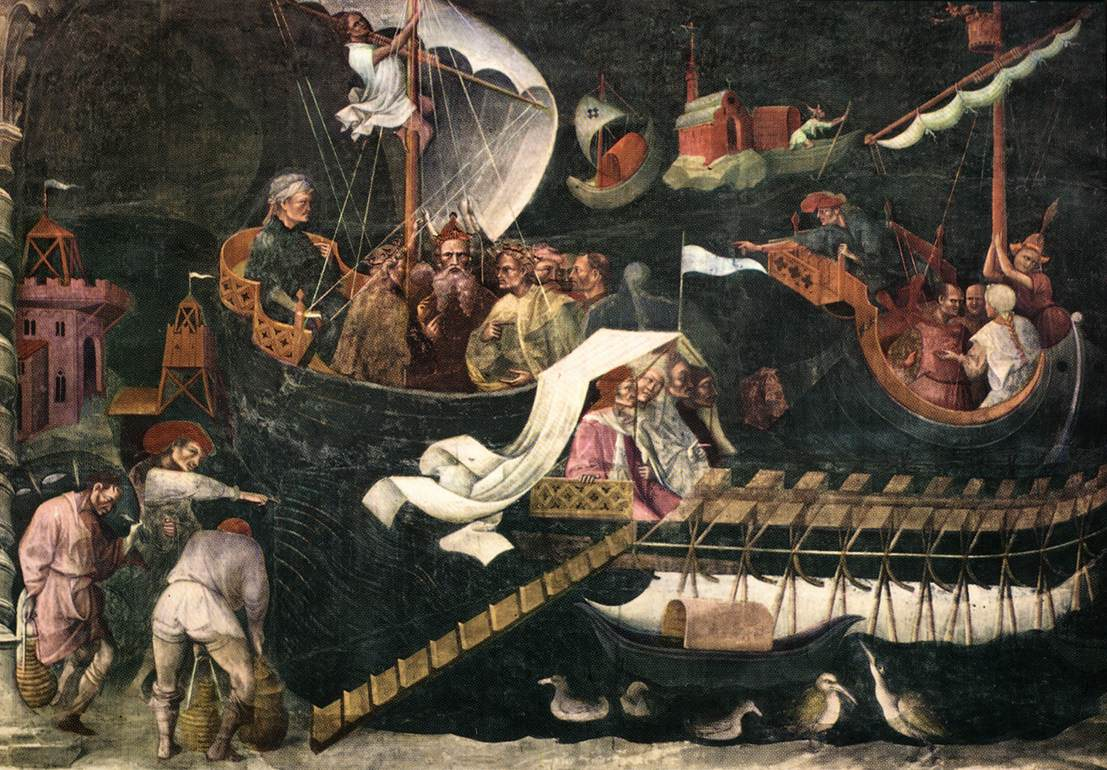
Bolognini-Kapelle, Basilika San Petronio, Bologna: Fresko der Rückkehr der Magier (v. 1412) von Giovanni da Modena

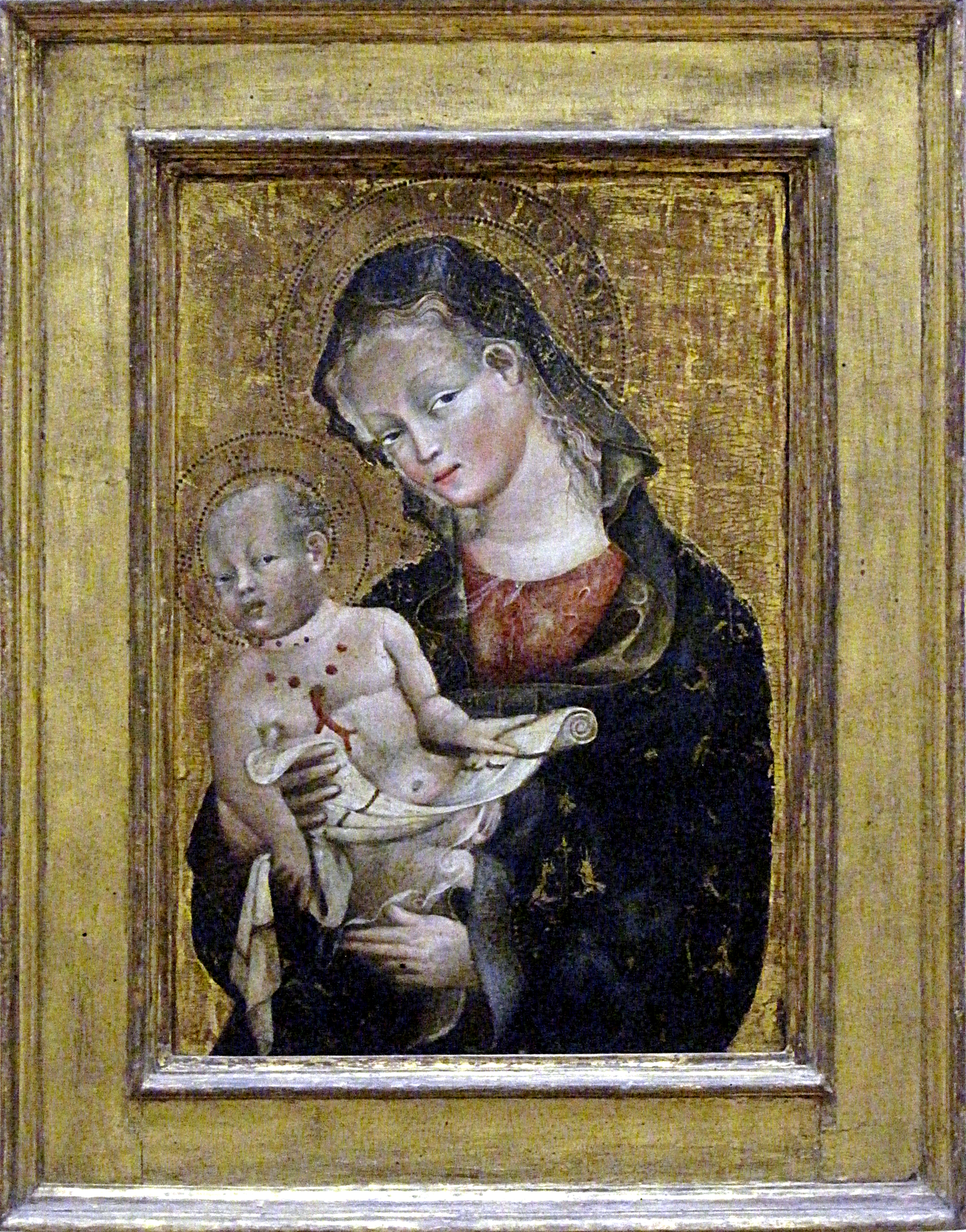
Madonna col Bambino (1420–1425), Louvre Museum in Paris (Frankreich).

## Leben
Die erste sichere Erwähnung dieses in Modena geborenen und hauptsächlich in Bologna tätigen Malers stammt vom 17. Juli 1409, als er in einem Testament und damit im Erwachsenenalter als Maler zitiert wurde. Fast vier Jahrzehnte lang beherrschte Giovanni da Modena das Panorama der bolognesischen Kunstkultur, die sich um die wichtige Baustelle von San Petronio versammelte und in der Stadt ausländischen Künstlern neue Auftritte verschaffte, die auch von der Beständigkeit des Hofes des neuen Papstes angezogen werden – des 1410 gewählten Gegenpapstes Johannes XXIII. Die Arbeit von Giovanni da Modena wird in den Aufsätzen untersucht, die in dem Band in Bezug auf die Bologneser Kunstszene der damaligen Zeit und auch in Bezug auf andere künstlerische Bereiche, wie die Miniatur, angenommen wurden. Er selbst widmete sich der Bildhauerei, dem Dialog, der mit einigen Persönlichkeiten der Zeit begann, wie Alberto da Campione oder Jacopo della Quercia. Ergänzt wird der Band durch bibliografische Apparate.

## Werk
Seine Bilderzählungen sind vollmundig und lebendig, mit skurrilen Details und manchen Düsterkeiten, manchmal voller realistischer oder makaberer Einzelheiten, wie dem Blutstropfen, der auf den Körper seines imposanten Kruzifix von ca. 1415 in der Pinacoteca Nazionale di Bologna fließt. Ebenfalls in der Pinacoteca Nazionale befindet sich ein Tafelbild mit der Darstellung von Bernhardin von Siena und Geschichten aus seinem Leben, das um 1451 für die Basilica di San Francesco in Bologna gemalt wurde. In der Basilika San Petronio in Bologna schuf Giovanni da Modena um 1411/12 in der Bolognini-Kapelle eine umfangreiche Freskenausstattung, die das Leben des Heiligen Petronius von Bologna darstellt, die Geschichten der Heiligen Drei Könige, sowie das Paradies und das Jüngste Gericht. Die Fresken des Jüngsten Gerichts auf der linken Wand gehen auf die Beschreibungen aus Dantes Göttlicher Komödie zurück. Die Erforschung dieser Freskendekoration ist noch relativ jung. Das Fresco enthält eine besonders frühe Darstellung des Propheten Muhammad in der europäischen Kunst. Der italienische Architekt, Hofmaler und Biograph Giorgio Vasari bezog in seinem wirkungsreichen Buch Le Vite de’ più eccellenti pittori, scultori et architettori von 1568 die Urheberschaft fälschlich auf den Florentiner Buonamico Buffalmacco, der jedoch sehr viel früher gelebt hatte und daher als Maler der Fresken nicht in Frage kommt. Der frühe Verlust der historischen Informationen zu Giovanni da Modena in den Bologneser Quellen ist auf die Desinformation durch die Vasari-Rezeption zurückzuführen.